# Rue de Javel
La rue de Javel est une rue du 15e arrondissement de Paris.

## Situation et accès
La rue de Javel commence quai André-Citroën et aboutit rue Blomet.
Elle croise l’avenue Émile-Zola, la rue Saint-Charles, la rue de Lourmel, l'avenue Félix-Faure, la rue de la Croix-Nivert et la rue Lecourbe.
La rampe Zola, la rue du Capitaine-Ménard, la rue Gutenberg, la rue des Quatre-Frères-Peignot, la rue des Bergers, la rue Lacordaire, la rue Sainte-Lucie, la rue Frédéric-Magisson, la rue des Frères-Morane et la rue Cournot commencent ou aboutissent rue de Javel.

## Origine du nom
La rue de Javel tient son nom du fait qu'elle est l'artère principale et historique du quartier de Javel, qui a également donné le nom à la fabrique d'hypochlorite de sodium — vendue sous le nom d'eau de Javel — qui s'y trouvait au XVIIIe siècle.

## Historique
Le quartier était, au XVe siècle, un lieu-dit baptisé Javetz.
Au XVIIe siècle, une voie existait, appelée « chemin de la Maison Blanche ». La demeure était la propriété de Louis-François-Joseph de Bourbon-Conti.
Au XVIIIe siècle et jusqu'au XXe siècle, ces lieux utilisent parfois la graphie « Javelle,, ». L'uniformisation du XXe siècle a retenu la forme « Javel ».
Par suite rue de la commune de Vaugirard, puis à la fois de Vaugirard et de Grenelle, elle est finalement intégrée au territoire de Paris en 1860, lors de l'annexion des deux communes par la capitale.
Le 5 octobre 1870, la fabrique de produits chimiques explose ; treize cadavres calcinés sont retirés des cendres de la maison.

## Bâtiments remarquables et lieux de mémoire
- No 11 : tour Espace 2000.
- No 90 : École intuit.lab, école de design, digital et stratégie.
- No 115 : appartements de luxe en bois, architecte Marie Schweitzer[6].
- No 118 bis : EFOM Boris Dolto, école de masseur kinésithérapeutes.
- No 141 : siège social de LexisNexis France.
- No 205-207 : école-collège privé catholique Saint-Jean de Dieu, sous contrat avec l'État.

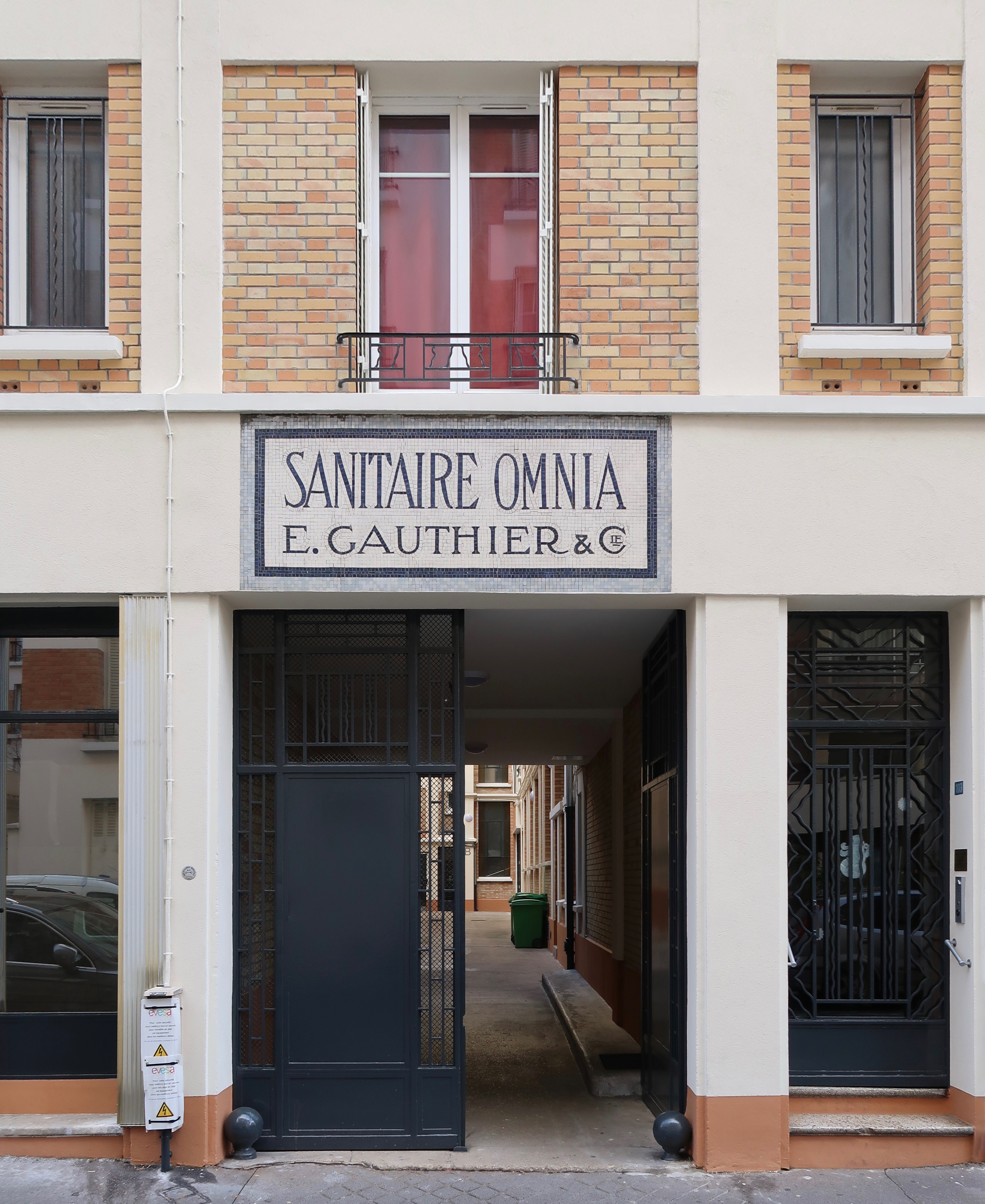
Ancienne enseigne « Sanitaire Omnia » au no 103.
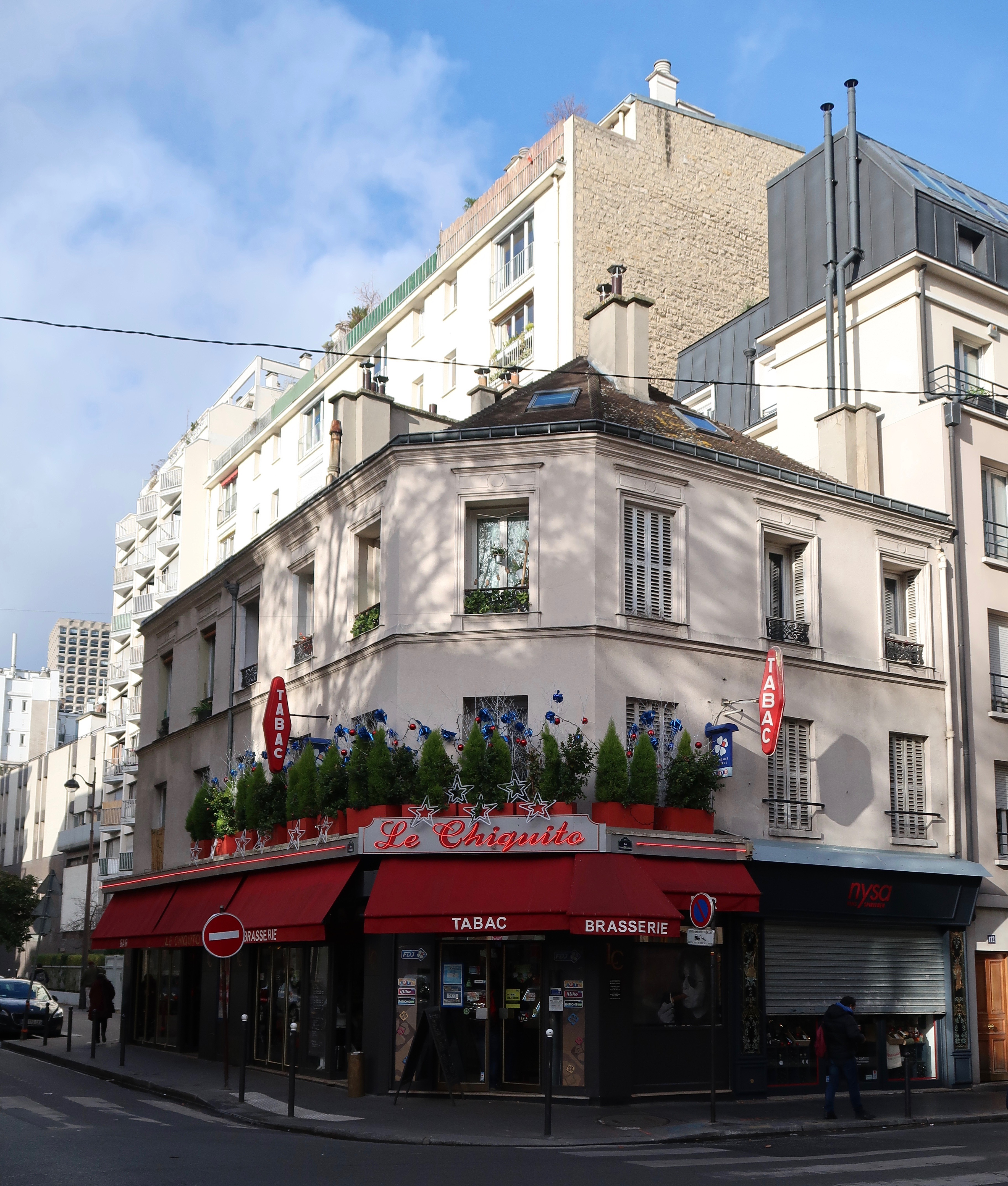
Tabac au croisement avec la rue Saint-Charles.
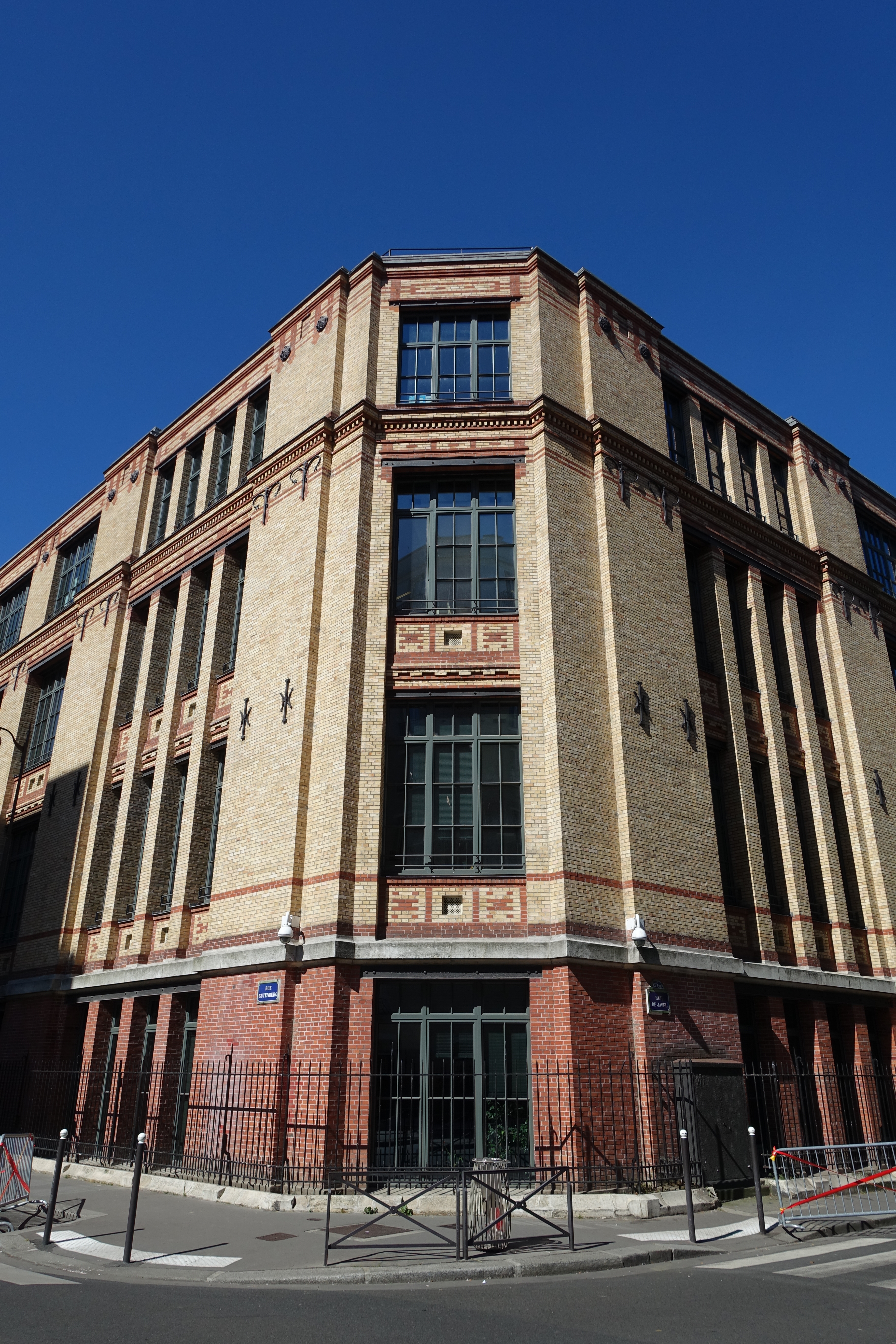
Arrière du bâtiment de l'Inspection générale des affaires étrangères.
115 rue de Javel, Immeubles de standing en bois - architecte Marie Schweitzer.